# Wereldbeker schaatsen 2007/2008 - 100 meter vrouwen
De Wereldbeker schaatsen 2007-2008 ging voor de 100 meter rijders van start in Erfurt. Dit gebeurde op 15 december 2007 in Duitsland. De andere twee wedstrijden vonden plaats in Inzell en tijdens de Wereldbekerfinale in Heerenveen. In tegenstelling tot in de vorige wereldbekers worden er slechts 3 in plaats van 4 wedstrijden over 100 meter georganisserd.

## Kalender
| Race | Plaats     | Datum            |
| ---- | ---------- | ---------------- |
| 1    | Erfurt     | 16 december 2007 |
| 2    | Inzell     | 17 februari 2008 |
| 3    | Heerenveen | 24 februari 2008 |

## Podia
| Wedstrijd: | Goud:                | Tijd  | Zilver:                | Tijd  | Brons:                 | Tijd  |
| Erfurt     | Jenny Wolf Duitsland | 10,22 | Xing Aihua China       | 10,59 | Judith Hesse Duitsland | 10,62 |
| Inzell     | Jenny Wolf Duitsland | 10,44 | Judith Hesse Duitsland | 10,50 | Shihomi Shinya Japan   | 10,56 |
| Heerenveen | Jenny Wolf Duitsland | 10,37 | Judith Hesse Duitsland | 10,55 | Shihomi Shinya Japan   | 10,58 |

## Eindstand
| #      | Schaatsster        | ERF | INZ | HEE | Totaal |
| ------ | ------------------ | --- | --- | --- | ------ |
| Goud   | Jenny Wolf         | 100 | 100 | 150 | 350    |
| Zilver | Judith Hesse       | 70  | 80  | 120 | 270    |
| Brons  | Shihomi Shinya     | -   | 70  | 105 | 175    |
| 4      | Svetlana Kaykan    | 26  | 50  | 90  | 166    |
| 5      | Lee Sang-hwa       | 60  | –   | 75  | 135    |
| 6      | Kim Weger          | 40  | 60  | -   | 100    |
| 7      | Xing Aihua         | 80  | -   | -   | 80     |
| 8      | Pamela Zoellner    | 8   | 16  | 36  | 60     |
| 9      | Annette Gerritsen  | 28  | 28  | –   | 56     |
| 10     | Kerry Simpson      | –   | 9   | 45  | 54     |
|        |                    |     |     |     |        |
| 15     | Marianne Timmer    | 24  | 22  | -   | 46     |
| 30     | Margot Boer        | 20  | -   | –   | 20     |
| 34     | Natasja Bruintjes  | 3   | 10  | -   | 13     |
| 36     | Ingeborg Kroon     | -   | 7   | –   | 7      |
| 37     | Sanne van der Star | 6   | -   | –   | 6      |